# 면 (기하학)
기하학에서, 다포체의 면(面, 영어: face)은 그 다포체를 둘러싼 한 차원 더 낮은 다포체를 일컫는다.:10, Theorem 12.1.5 선분의 다포체로서의 면은 두 끝점이다. 다각형의 다포체로서의 면은 변이라고 부른다. 다면체의 면은 이를 둘러싸는 다각형들이며, 그 변을 모서리라고 한다.